# Thị trường chứng khoán sơ cấp
Thị trường chứng khoán sơ cấp là thị trường mua bán các chứng khoán mới phát hành. Trong thị trường sơ cấp, vốn từ nhà đầu tư sẽ được chuyển sang nhà phát hành qua việc nhà đầu tư mua các chứng khoán mới phát hành.

## Đặc điểm
- Thị trường chứng khoán sơ cấp là bộ phận cấu thành hữu cơ và không thể tách rời của thị trường chứng khoán. Thị trường sơ cấp là tiền đề cho sự ra đời và phát triển của thị trường chứng khoán.
- Thị trường chứng khoán sơ cấp là thị trường phát hành chứng khoán mới hay còn được gọi là thị trường phát hành.
- Hoạt động của thị trường sơ cấp tạo ra một kênh huy động vốn đầu tư cho nền kinh tế. Ở thị trường sơ cấp, người phát hành nhận được tiền từ việc bán chứng khoán. Qua hoạt động này ở thị trường sơ cấp, các nguồn tiền nhàn rỗi trong dân cư, trong các tổ chức kinh tế, xã hội được chuyển thành vốn đầu tư dài hạn cho người phát hành chứng khoán. Thị trường sơ cấp là một kênh phân bổ vốn có hiệu quả. Chính vì vậy, thị trường sơ cấp không những đóng vai trò tập hợp các nguồn vốn mà còn là công cụ hữu hiệu nhằm nâng cao hiệu quả hoạt động của nền kinh tế.
- Thị trường chứng khoán sơ cấp là thị trường hoạt động không liên tục, nó chỉ hoạt động khi có đợt phát hành chứng khoán mới.
- Tham gia vào thị trường chứng khoán sơ cấp chủ yếu là các nhà phát hành, các nhà đầu tư và các nhà bảo lãnh (trường hợp phát hành chứng khoán theo phương thức bảo lãnh phát hành).
- Tiền bán chứng khoán trên thị trường sơ cấp thuộc về các nhà phát hành, do đó hoạt động ở thị trường này đã làm tăng vốn đầu tư cho nền kinh tế.
- Khối lượng và nhịp độ giao dịch ở thị trường sơ cấp thấp hơn nhiều so với thị trường thứ cấp.

## Chủ thể phát hành
1. Chính phủ
2. Doanh nghiệp: Chỉ có một số loại hình doanh nghiệp được pháp luật cho phép được phát hành chứng khoán để huy động vốn. Theo pháp luật Việt Nam (Luật Doanh nghiệp năm 2005), có bốn loại hình doanh nghiệp:
  - Công ty trách nhiệm hữu hạn: Chỉ được phát hành trái phiếu;
  - Công ty cổ phần: được phép phát hành cả cổ phiếu và trái phiếu;
  - Công ty hợp danh; Không được phát hành cổ phiếu và trái phiếu;
3. Quỹ Đầu tư

## Phương thức phát hành
1. Phát hành riêng lẻ: Chứng khoán được bán trong phạm vi một số nhà đầu tư nhất định (thông thường là các nhà đầu tư có tổ chức) với những điều kiện hạn chế và không tiến hành rộng rãi ra công chúng.
2. Chào bán ra công chúng: Chứng khoán được chào bán rộng rãi cho tất cả các nhà đầu tư với những điều kiện và thời gian như nhau.[1]

## Chào bán chứng khoán lần đầu
1. Điều kiện chào bán
  - Điều kiện về quy mô vốn: Doanh nghiệp phải có mức vốn điều lệ nhất định theo quy định của pháp luật.
  - Điều kiện về tính hiệu quả: Hoạt động kinh doanh của doanh nghiệp có hiệu quả nhất định trong một số năm liên tục trước khi xin phép chào bán ra công chúng.
  - Điều kiện về tính khả thi: Doanh nghiệp phải có phương án khả thi về việc sử dụng số vốn huy động thông qua phát hành chứng khoán.
2. Thủ tục chào bán: Doanh nghiệp phát hành chứng khoán mới chào bán ra công chúng phải đăng ký và phải  được phép của Chính phủ thông qua cơ quan quản lý nhà nước (ở Việt Nam là Ủy ban Chứng khoán Nhà nước). Các bước tiến hành:
  1. Nộp hồ sơ đăng ký chào bán;
  2. Công bố việc phát hành;
  3. Phân phối chứng khoán ra công chúng;
  4. Báo cáo kết quả đợt phát hành.
3. Phương thức chào bán:
  - Phát hành trực tiếp;
  - Ủy thác phát hành (bảo lãnh phát hành);
  - Chào bán qua đấu thầu (đấu giá).

## Quản lý của Nhà nước
1. Quản lý theo chất lượng
2. Quản lý theo mô hình công bố thông tin
3. Quản lý theo chất lượng kết hợp với mô hình công bố thông tin